# Робін (DC Comics)
Робін (англ. Robin — укр. Вільшанка) — псевдоніми кількох персонажів коміксів про Бетмена. Ці персонажі, як правило, є напарниками Бетмена, але іноді виступають як окремі герої.
Першим Робіном став Дік Ґрейсон. Він разом зі своєю родиною був цирковим акробатом, але під час виконання одного з номерів його батьки були вбиті. Брюс Вейн взяв його під свою опіку. Дік однак, виріс, і, нарешті, створив власне альтер-его. У 80-х Робіном був Джейсон Тодд, який пізніше був убитий Джокером. Третій Робін — Тім Дрейк. Також Робіном були Стефані Браун, Деміен Вейн і Керрі Келлі.

## Критика та відгуки
- На думку журналу «Entertainment Weekly» Робін є одним з найбільших сайдкіків.[1]
- У травні 2011 року Тім Дрейк зайняв 32 місце у списку «Сто найкращих персонажів коміксів всіх часів» за версією IGN.[2]